# Traveller (album Chris Stapleton)
Traveller è il primo album in studio del cantautore country statunitense Chris Stapleton, pubblicato nel 2015. Nel 2016 è stato insignito del Grammy Award al miglior album country, vincendo inoltre come album dell'anno sia ai Country Music Association Awards che agli Academy of Country Music Awards.
L'album ha raggiunto il numero uno della classifica statunitense, divenendo l'album country più venduto negli Stati Uniti degli anni 2010 con oltre 4 milioni di copie certificate dalla RIAA.

## Descrizione
L'album, prodotto dallo stesso cantautore assieme a Dave Cobb, è composto da quattordici brani con sonorità country e southern rock. Stapleton è co-autore di tutti i brani originali dell'album, che sono dodici, mentre due sono cover: la sua versione di Tennesse Whiskey, già interpretata nei primi anni Ottanta prima da David Allan Coe e poi da George Jones, e la sua versione di Was It 26, uscita nel 1989 nell'interpretazione di Charlie Daniels. Inoltre Whiskey and You, pur essendo scritta da Stapleton, era già uscita nel 2007 nella interpretazione di Tim McGraw, all'interno del suo album Let It Go (Tim McGraw).
Intervistato da Billboard, Stapleton ha raccontato l'ispirazione dell'album:
(Chris Stapleton)

## Accoglienza
Prima di Traveller Stapleton aveva avuto una carriera quindicinale solo come compositore, un ruolo per sua natura lontano dalle luci della ribalta; con l'uscita di quel suo primo album egli ebbe improvvisamente successo anche come interprete, divenendo famoso. Traveller è, insomma "l'album che da autore che lavora dietro le quinte lo ha trasformato in una superstar".
L'album è stato accolto positivamente dalla critica musicale. In una recensione per Billboard, Caitlin White lo ha descritto come un «album solenne, il lavoro di un uomo attanagliato dalla precarietà della vita», soffermandosi sulla direzione sonora del disco: «le canzoni di Stapleton sono sia ritmiche che sfumate, forse un sottoprodotto di anni passati a scrivere per altri. [...] Si tratta di un debutto trionfale, che incapsula la grinta della vita, trasformandola in un viaggio infernale».
Sul Los Angeles Times, Randy Lewis ha scritto: «la penna incisiva di Stapleton si combina con la sua voce graffiante e intrisa di anima per una commovente esplorazione della panoplia di emozioni dell'esperienza umana». Owen R. Smith del The Seattle Times ha notato che gli strumenti mandolino e banjo «hanno tutti spazio per brillare, anche quando Stapleton si tuffa in un minaccioso country rock in Nobody to Blame o in un elettrizzato bluesy swagger in Might As Well Get Stoned».
I critici di Rolling Stone hanno opinato che Traveller «racchiude tutto ciò che lo rende una delle voci più potenti e uniche nella musica country di oggi: gravelly, soul e pieno di canzoni che risuonano come classici istantanei senza mai riposare troppo profondamente nel passato». Nel loro riassunto di fine anno hanno dichiarato «ogni traccia va dritto alla giugulare emotiva e dà uno sguardo all'interno di una mente selvaggiamente introspettiva».
Solo nel 2015 l'album vendette 685.000 copie negli Stati Uniti. Nel febbraio del 2016 venne certificato disco di platino (un milione di copie vendute) e a settembre dello stesso venne certificato doppio platino. (due milioni di copie). Nel 2016 risultò il quarto album più venduto negli USA, e l'album country più venduto (1,04 milioni di copie). Fu poi il secondo album country più venduto del 2017, ed il quarto più venduto nel 2018. Nel maggio del 2018 è stato certificato triplo platino, nel 2019 quadruplo platino, e nel 2022 sestuplo platino (sei milioni di copie).

## Tracce
1. Traveller (Chris Stapleton) – 3:42
2. Fire Away (Stapleton, Danny Green) – 4:04
3. Tennessee Whiskey (Dean Dillon, Linda Hargrove) – 4:52
4. Parachute (Stapleton, Jim Beavers) – 4:13
5. Whiskey and You (Stapleton, Lee Thomas Miller) – 3:56
6. Nobody to Blame (Stapleton, Barry Bales, Ronnie Bowman) – 4:04
7. More of You (Stapleton, Bowman) – 4:37
8. When the Stars Come Out (Stapleton, Dan Wilson) – 4:16
9. Daddy Doesn't Pray Anymore (Stapleton) – 4:09
10. Might as Well Get Stoned (Stapleton, Jimmy Stewart) – 4:37
11. Was It 26 (Don Sampson) – 4:49
12. The Devil Named Music (Stapleton) – 6:07
13. Outlaw State of Mind (Stapleton, Bowman, Jerry Salley) – 5:37
14. Sometimes I Cry (Stapleton, Clint Ingersoll) – 4:02

## Riconoscimenti
L'album ha ottenuto numerose candidature aiprincipali premi, vincendo come album dell'anno sia ai Country Music Association Awards che agli Academy of Country Music Awards. L'album è stato premiato inoltre con due Billboard Music Awards.
Nell'ambito dei Grammy Awards 2016 il disco è stato premiato nella categoria miglior album country e ha ricevuto la candidatura nella categoria album dell'anno. Inoltre Stapleton ha vinto nella categoria miglior interpretazione country solista per il brano Traveller, candidato anche nella categoria miglior canzone country.

## Formazione
- Chris Stapleton — chitarra acustica, chitarra elettrica, mandolino, voce
- Dave Cobb — chitarra acustica, percussioni
- J.T. Cure — basso
- Derek Mixon — batteria, percussioni
- Mickey Raphael — armonica
- Morgane Hayes-Stapleton — cori
- Robby Turner — pedal steel guitar
- Michael Webb — mellotron, organo, piano

## Classifiche

### Classifiche settimanali
| Classifica (2015-21) | Posizione massima |
| -------------------- | ----------------- |
| Australia            | 47                |
| Canada               | 4                 |
| Germania             | 53                |
| Grecia               | 20                |
| Nuova Zelanda        | 13                |
| Regno Unito          | 67                |
| Stati Uniti          | 1                 |
| Svezia               | 43                |

### Classifiche di fine secolo
| Classifica (2000-2024) | Posizione |
| ---------------------- | --------- |
| Stati Uniti            | 30        |